# Alumni Athletic Club 1906
Questa voce raccoglie le informazioni riguardanti l'Alumni Athletic Club nelle competizioni ufficiali della stagione 1906.

## Stagione
L'Alumni vive la sua stagione di maggior successo. In campionato chiude con otto vittorie e una sconfitta su nove gare, chiudendo al primo posto; vince poi tutte le competizioni nazionali e internazionali a cui partecipa, raccogliendo pertanto quattro trofei nel corso dell'annata. Eliseo Brown diviene capocannoniere del campionato con otto gol.

## Maglie e sponsor
| Casa |

## Rosa
| N. |                      | Ruolo | Calciatore             |
| -- | -------------------- | ----- | ---------------------- |
|    | Argentina (bandiera) | P     | Carlos Carr Brown      |
|    | Argentina (bandiera) | P     | José Buruca            |
|    | Argentina (bandiera) | D     | Jorge Brown            |
|    | Argentina (bandiera) | D     | Juan Domingo Brown     |
|    | Argentina (bandiera) | C     | Carlos Buchanan        |
|    | Argentina (bandiera) | C     | Patricio Barron Browne |
|    | Australia (bandiera) | C     | Andrés Mack            |
|    | Argentina (bandiera) | C     | Mariano Reyna          |

| N. |                      | Ruolo | Calciatore           |
| -- | -------------------- | ----- | -------------------- |
|    | Argentina (bandiera) | C     | Walter Weiss         |
|    | Argentina (bandiera) | A     | Alfredo Brown        |
|    | Argentina (bandiera) | A     | Eliseo Brown         |
|    | Argentina (bandiera) | A     | Ernesto Brown        |
|    | Argentina (bandiera) | A     | Carlos Lett          |
|    | Argentina (bandiera) | A     | Juan José Moore      |
|    | Argentina (bandiera) | A     | Arnold Watson Hutton |
|    | Argentina (bandiera) | A     | Gottlob Weiss        |

## Statistiche

### Statistiche di squadra
| Competizione                                | Punti | Totale | Totale | Totale | Totale | Totale | Totale | DR  |
| Competizione                                | Punti | G      | V      | N      | P      | Gf     | Gs     | DR  |
| ------------------------------------------- | ----- | ------ | ------ | ------ | ------ | ------ | ------ | --- |
| Copa Campeonato                             | 16    | 9      | 8      | 0      | 1      | 32     | 6      | +26 |
| Copa de Honor Municipalidad de Buenos Aires | 6     | 3      | 3      | 0      | 0      | 11     | 2      | +9  |
| Tie Cup                                     | 10    | 5      | 5      | 0      | 0      | 21     | 6      | +15 |
| Copa de Honor Cousenier                     | 3     | 2      | 1      | 1      | 0      | 5      | 3      | +2  |
| Totale                                      | -     |        |        |        |        |        |        | -   |